# Samal Eslämova
Samal Iliiasqyzy Eslämova (kazakh: Самал Ілиясқызы Есләмова, Petropavl, província del Kazakhstan Septentrional, Kazakhstan, 1 de setembre de 1984) és una actriu de cinema kazakh. És reconeguda internacionalment per haver protagonitzat la pel·lícula Ayka dirigida per Serguei Dvortsevoi, que li va valer el premi al Millor actriu al 71è Festival Internacional de Cinema de Canes el 2018.

## Biografia
Sempre va somiar amb ser periodista, però finalment va decidir convertir-se en actriu. Mentre estudiava a l'Institut Rus d'Art Teatral – GITIS el 2008, Eslämova va interpretar a la pel·lícula Tulpan de Serguei Dvortsevoi. La pel·lícula sobre la vida dels pastors a l'estepa kazakh va guanyar el premi principal del concurs Un Certain Regard del Festival de Cinema de Canes.
Deu anys més tard, el maig de 2018, va rebre el Premi a la millor actriu al 71è Festival Internacional de Cinema de Canes pel seu paper a Ayka del mateix director. L'actriu va interpretar una treballadora immigrant de Kirguizstan que, empesada per la pobresa, es veu obligada a deixar el seu fill a l'hospital. El rodatge va durar sis anys. L'actriu va interpretar una treballadora immigrant de Kirguizstan que, empentada per la pobresa, es veu obligada a deixar el seu fill a l'hospital. El rodatge va durar sis anys.
El 2021, es va anunciar que Eslämova va guanyar el premi a la millor actriu del 2019 pel seu paper a la pel·lícula "Ayka" als Premis Nika de Rússia. A causa de la pandèmia de COVID-19, les cerimònies de premis 2019 i 2020 es van ajornar, i els resultats es van revelar el 2021.

## Filmografia selecta
- Tulpan (2008) com Samal
- Ayka (2018) com Ayka
- The Horse Thieves. Roads of Time (2019) com Aigal

## Premis i nominacions
| Associacions                               | Any  | Categoria                    | Treball                          | Resultat  | Ref.   |
| ------------------------------------------ | ---- | ---------------------------- | -------------------------------- | --------- | ------ |
| Asia Pacific Screen Awards                 | 2018 | Millor actuació d'una actriu | Ayka                             | Nominat   | [ 8 ]  |
| Asia Pacific Screen Awards                 | 2019 | Millor actuació d'una actriu | The Horse Thieves. Roads of Time | Nominat   | [ 9 ]  |
| Asian Film Awards                          | 2019 | Millor actriu                | Ayka                             | Guanyador | [ 10 ] |
| Festival Internacional de Cinema de Canes  | 2018 | Millor actriu                | Ayka                             | Guanyador | [ 11 ] |
| Festival Internacional de Cinema d'Antalya | 2018 | Millor actriu                | Ayka                             | Guanyador | [ 12 ] |
| Premi Nika                                 | 2021 | Millor actriu                | Ayka                             | Guanyador | [ 13 ] |
| Guilda Russa de Crítics de Cinema          | 2020 | Millor actriu                | Ayka                             | Nominat   | [ 14 ] |